# اریتروسوکوس
اریتروسوکوس (نام علمی: Erythrosuchus africanus) نام یک گونه از تیره سرخ‌سوسماران است.